# Policitat
La policitat (mot creuat de «policia» i «publicitat») o copaganda (en anglès, acrònim de cop i propaganda), és un fenomen consistent en què els mitjans de comunicació i altres institucions promouen retrats positius dels agents de policia i relats favorables de la seua labor amb la intenció d'influir en l'opinió pública en benefici dels cossos de seguretat. Gairebé sempre ofereixen una imatge de l'activitat policial edulcorada, una operació publicitària que té la intenció d'enfortir la idea que tot el mal que puguin infligir les forces de l'ordre està justificat per tal d’aconseguir un bé comú superior. Copaganda s'ha definit com «els esforços mediàtics per lloar els agents de policia i estalviar-los una cobertura escèptica», «peces de mitjans tan espantosament desconnectades de la realitat que acaben servint com a anuncis de reclutament poc convencionals» i «vídeos, fotos i notícies d'agents de policia ballant, resant o repartint menjar gratis» per a potenciar-ne les relacions públiques. Es considera que la policitat promou una imatge de la policia que no reflecteix la realitat social quotidiana, especialment de les comunitats indígenes, migrants, racialitzades o de classe treballadora, i n'omet el classisme i el racisme estructural.

## Història
Als Estats Units d'Amèrica, Brenden Gallagher a The Daily Dot va rememorar les històries antigues de «salvar gatets» i les proeses vinculades als «regals per Nadal» com a «versions primerenques del que estem veient avui», que des dels temps d'Andy Griffith fins a l'era de Brooklyn Nine-Nine s'estan utilitzant amb més freqüència i amb més eficàcia: «good law men, això és, policies de mandíbula quadrada que derroten els dolents, sovint negres pobres». Emissions com Hawaii Five-O (1968–80) i Kojak (1973–78) van consolidar aquesta narrativa, juntament amb Hill Street Blues (1981–87), Miami Vice (1984–89) i Cagney & Lacey (1982–89). L'historiador Edward Palmer Thompson a finals de la dècada del 1970 va cridar l'atenció sobre les manifestacions britàniques d'aquest fenomen.
Els audiovisuals ens situen generalment en escenaris on el crim és hegemònic, fet que contribueix a fer que l'audiència se senti insegura. Un cop això s'ha aconseguit, la por farà més probable que entengui la violència policial que veu i, en normalitzar-la a la televisió, la normalitzarà també en la vida real. Si la ciutadania percep que la policia és la superheroïna que la protegeix de la delinqüència, tendirà a ser més permissiva amb les transgressions que cometi per protegir-la. Una altra de les estratègies recurrents del serial policíac és mostrar-nos la tensió i el perill sota els quals viuen les forces d'ordre, retratant-la sovint com la professió més perillosa.
L'objectiu de la copaganda és influir en l'opinió pública en benefici de les forces de l'ordre, millorar-ne la imatge i desviar l'atenció de les notícies sobre corrupció, abusos o mala praxi que puguin generar-ne una idea negativa.

## Exemples
En el marc dels desordres de Ferguson de 2014, una notícia viral va mostrar la fotografia de Devonte Hart, de 12 anys, abraçant el sergent de la policia de Portland Bret Barnum, la qual va ser identificada per la crítica audiovisual com un exemple destacat de copaganda.
Durant les protestes per l'assassinat de George Floyd el 2020, la copaganda es va identificar com una tàctica generalitzada de la policia i dels mitjans. S'han descrit com a policitat els oficials agenollats amb els manifestants en mostres performatives de solidaritat, de vegades moments abans de les intervencions amb gasos lacrimògens i de que els mitjans dirigissin l'objectiu als saquejos. Arran de les protestes, les crides per cancel·lar els programes de televisió de copaganda va comportar la retirada de Cops després de 32 temporades.
Sèries de televisió com Scandal, Law and Order: Special Victims Unit i Major Crimes s'han identificat com a copagandic narratives per promoure missatges del tipus «confiem en el sistema» i «no tots els policies són així». La programació de la CBS en horari de màxima audiència inclou sèries com FBI: Most Wanted, NCIS, NCIS: Los Angeles, NCIS: New Orleans, Hawaii 5-0, Criminal Minds, Magnum, P.I., Blue Bloods i SWAT, identificades com a presentacions de la copaganda.

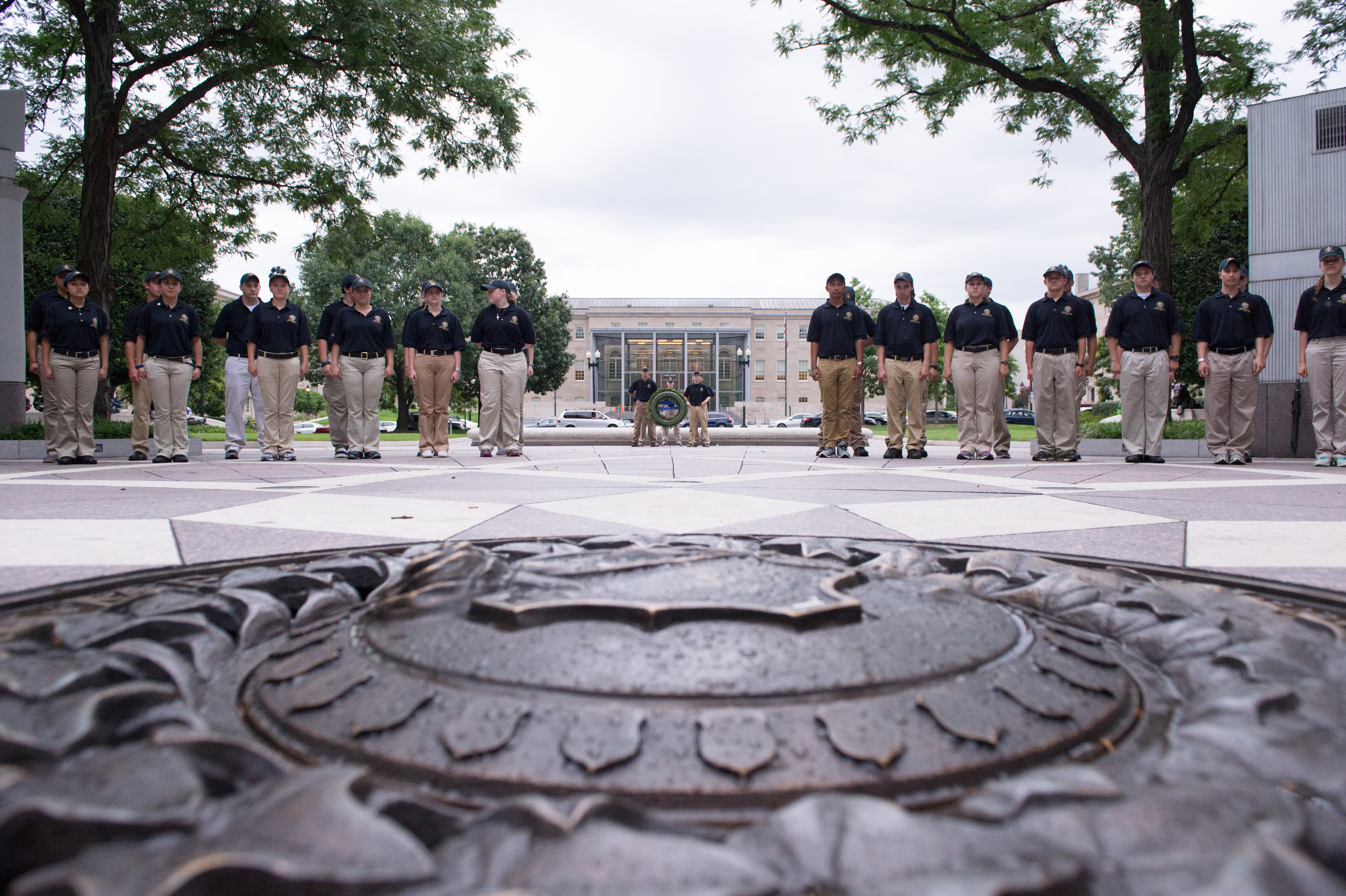
Cerimònia al National Law Enforcement Museum el 2015

El National Law Enforcement Museum va ser descrit com a «copaganda directa» en una ressenya a The Washington Post, afirmant que «s'inclina més cap a la propaganda que cap a l'educació». Bloomberg Businessweek va informar que el museu era impopular entre el públic i s'intuïa que «no podria pagar alguns dels 103 milions de dòlars que va demanar en préstec el 2016».